# Frontière entre Trinité-et-Tobago et le Venezuela
La frontière entre Trinité-et-Tobago et le Venezuela est entièrement maritime et se situe en mer des Caraïbes.
Elle passe par la mer des Caraïbes, rejoint le golfe de Paria par les Bouches du Dragon. Au sud, ce golfe est relié à l'Atlantique à travers le canal de Colón (es), également appelé Boca del Serpiente, entre la péninsule de Cedros et le delta de l'Orénoque.
En avril 1990, un traité fut formalisé avec un segment de démarcation :
1. Point 1 : 11° 10′ 30″ N, 61° 43′ 46″ O
2. Point 2 : 10° 54′ 40″ N, 61° 43′ 46″ O
3. Point 3 : 10° 54′ 15″ N, 61° 43′ 52″ O
4. Point 4 : 10° 48′ 41″ N, 61° 45′ 47″ O
5. Point 5 : 10° 47′ 38″ N, 61° 46′ 17″ O
6. Point 6 : 10° 42′ 52″ N, 61° 48′ 10″ O
7. Point 7 : 10° 35′ 20″ N, 61° 48′ 10″ O
8. Point 8 : 10° 35′ 19″ N, 61° 51′ 45″ O
9. Point 9 : 10° 02′ 46″ N, 62° 04′ 59″ O
10. Point 10 : 10° 00′ 29″ N, 61° 58′ 25″ O
11. Point 11 : 9° 59′ 12″ N, 61° 51′ 18″ O
12. Point 12 : 9° 59′ 12″ N, 61° 37′ 50″ O
13. Point 13 : 9° 58′ 12″ N, 61° 30′ 00″ O
14. Point 14 : 9° 52′ 33″ N, 61° 13′ 24″ O
15. Point 15 : 9° 50′ 55″ N, 60° 53′ 27″ O
16. Point 16 : 9° 49′ 55″ N, 60° 39′ 51″ O
17. Point 17 : 9° 53′ 26″ N, 60° 16′ 02″ O
18. Point 18 : 9° 57′ 17″ N, 59° 59′ 16″ O
19. Point 19 : 9° 58′ 11″ N, 59° 55′ 21″ O
20. Point 20 : 10° 09′ 59″ N, 58° 49′ 12″ O
21. Point 21 : 10° 16′ 01″ N, 58° 49′ 12″ O

Le tripoint avec la Grenade se situe en prolongement du point 1.
La signature de ce traité entraîna un conflit de frontière entre la Barbade et Trinité-et-Tobago qui durera plus de quatorze ans avec un règlement devant le tribunal international du droit de la mer.